# District d'Enbekchilder
Le district d'Enbekchilder (en kazakh : Еңбекшілдер ауданы) est un district de l’oblys d'Aqmola au Kazakhstan.

## Géographie
Le centre administratif du district est la ville de Stepnyak.

## Démographie
Sa population est de 16 499 habitants en 2009.